# Cấu trúc Trái Đất

Mô hình cắt của Trái Đất từ trong nhân ra.

Cấu trúc bên trong Trái Đất tương tự như ở bên ngoài cũng bao gồm các lớp. Các lớp này được xác định dựa trên các đặc điểm hóa học hoặc lưu biến của chúng.
Trái Đất có lớp vỏ silicat rắn ở ngoài cùng, manti rất nhớt, lõi ngoài lỏng và ít nhớt hơn manti, và lõi trong rắn. Những hiểu biết khoa học về cấu trúc bên trong Trái Đất dựa trên các quan sát về địa hình và độ sâu đáy biển, quan sát các đá ở các điểm lộ, các mẫu lấy từ bề mặt đất đến các độ sâu sâu hơn bởi hoạt động núi lửa, phân tích sóng địa chấn đi xuyên qua Trái Đất, đo đạc trường trọng lực của Trái Đất, và các thí nghiệm về tinh thể rắn trong nhiều điều kiện nhiệt độ và áp suất khác nhau trong lòng Trái Đất.

## Cấu trúc
Cấu trúc của Trái Đất có thể được xác định theo hai cách gồm tính chất hóa học hoặc cơ học như lưu biến học. Về mặt cơ học, người ta chia nó thành 5 lớp chính gồm thạch quyển, quyển mềm, lớp phủ giữa, lõi ngoài, và lõi trong. Về mặt hóa học, người ta chia nó thành lớp vỏ, manti trên, manti dưới lớp vỏ, lõi ngoài và lõi trong.
| Độ sâu    | Độ sâu    | Lớp                                           | Tiếng Anh                         |
| Km        | Dặm       | Lớp                                           | Tiếng Anh                         |
| --------- | --------- | --------------------------------------------- | --------------------------------- |
| 0–60      | 0–37      | Thạch quyển (thay đổi cục bộ giữa 5 – 200 km) | Lithosphere                       |
| 0–35      | 0–22      | … Lớp vỏ (thay đổi cục bộ giữa 5 – 70 km)     | Crust                             |
| 35–60     | 22–37     | … Phần trên cùng của manti trên               | … Uppermost part of mantle        |
| 35–2890   | 22–1790   | Lớp phủ                                       | Mantle                            |
| 100–200   | 62–125    | … Quyển mềm                                   | ...Asthenosphere                  |
| 35–660    | 22–410    | … Manti trên                                  | … Upper mesosphere (upper mantle) |
| 660–2890  | 410–1790  | … Manti dưới                                  | … Lower mesosphere (lower mantle) |
| 2890–5150 | 1790–3160 | Lõi ngoài                                     | Outter Core                       |
| 5150–6360 | 3160–3954 | Lõi trong                                     | Inner Core                        |

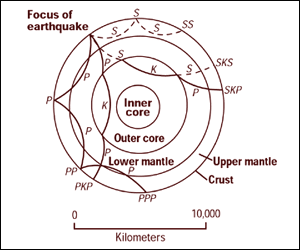
Bản đồ sóng địa chấn truyền đi bên trong Trái Đất.

Tính phân lớp của Trái Đất được xác định gián tiếp thông quan cách tính thời gian sóng động đất truyền đi khúc xạ và phản xạ bên trong Trái Đất. Lõi ngoài không cho sóng ngang truyền qua, trong khi đó vận tốc sóng truyền đi là khác nhau trong các lớp khác. Sự biến đổi về vận tốc sóng địa chấn giữa các lớp khác là so sự khúc xạ tuân theo định luật Snell. Sự phản xạ được gây ra bởi sự tăng vận tốc sóng địa chấn và tương tự với sự phản xạ của ánh sáng khi gặp gương.

### Lõi
Lõi Trái Đất hay còn gọi là Nhân Trái Đất. Theo đặc điểm vật lý dựa trên đặc điểm sóng truyền qua người ta chia lõi thành 2 lớp có đặc điểm ứng xừ sóng khác nhau. Lớp bên ngoài hay còn gọi là nhân ngoài được cho là ở thể lỏng; còn lớp bên trong hay nhân trong được cho là ở thể rắn có mật độ (tỷ trọng) cao nhất trong các lớp của Trái Đất. Sự tồn tại của lõi trong có thể phân biệt với lõi ngoài được nhà địa chấn học Inge Lehmann phát hiện vào năm 1936 , vì nó không có khả năng truyền sóng cắt đàn hồi; chỉ có sóng nén được quan sát là truyền qua nó .Chưa có nhiều thông tin về lõi trong cùng.
Mật độ trung bình của Trái Đất khoảng 5.515 kg/m³. Trong khi mật độ trung bình của vật liệu trên bề mặt vào khoảng 3.000 kg/m³, do vậy các vật liệu nằm sâu hơn bên trong có mật độ lớn hơn. Các đo đạc địa chấn cho thấy tỷ trọng của nhân ngoài từ 9.900 đến 12.200 kg/m³ và nhân trong khoảng 12.600–13.000 kg/m³.
Nhân ngoài nằm ở độ sâu khoảng 2.900 km phía dưới bề mặt Trái Đất và dày khoảng 2.260 km. Nhiệt độ của lõi ngoài Trái Đất nằm trong khoảng từ 4.400 °C ở phần trên tới 6.100 °C ở phần dưới. Lớp chất lỏng và nóng bao gồm sắt và niken này của lớp lõi ngoài có tính dẫn điện, kết hợp với sự tự quay của Trái Đất, sinh ra hiệu ứng dynamo (xem thuyết Geodynamo), duy trì các dòng điện và như thế được coi là gây ra ảnh hưởng tới từ trường của Trái Đất. Nó chiếm khoảng 30,8% khối lượng Trái Đất.
Lõi trong của Trái Đất là phần trong cùng nhất của Trái Đất là một quả cầu chủ yếu ở dạng rắn có bán kính khoảng 1.220 km, chỉ bằng 70% bán kính của Mặt Trăng. Nó được cho là chứa hợp kim sắt-niken (hay còn gọi là nhân Nife), và nhiệt độ của nó tương đương nhiệt độ bề mặt của Mặt Trời.
Theo ước tính lõi trong cùng bắt đầu từ độ sâu 5.800 km từ mặt đất kéo dài xuống tận tâm trái đất.Vật chất ở trong lớp nhân trong cùng có trạng thái tồn tại ở trạng thái khác so với lớp nhân. Cấu tạo chủ yếu là sắt.

### Manti

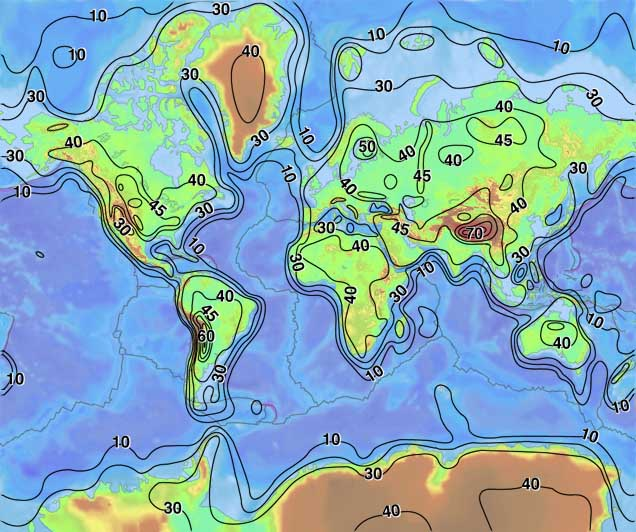
Bề dày của lớp vỏ Trái Đất (km)

Lớp phủ hay manti của Trái Đất về mặt hóa học chia ra thành các lớp. Lớp phủ là lớp có độ nhớt cao nhất nằm phía dưới lớp vỏ và phía trên lõi ngoài. Lớp phủ của Trái Đất là lớp vỏ đá dày khoảng 2.900 km chiếm khoảng gần 70% thể tích Trái Đất. Nó chủ yếu là dạng rắn và nằm trên một lõi giàu sắt của Trái Đất, chiếm khoảng gần 30% thể tích Trái Đất. Các giai đoạn nóng chảy và núi lửa trong quá khứ tại các điểm nông hơn của lớp phủ đã tạo ra một lớp vỏ rất mỏng chứa các sản phẩm nóng chảy đã kết tinh gần bề mặt, mà trên đó diễn ra mọi dạng sự sống. Các loại khí thoát ra trong quá trình nóng chảy của lớp phủ Trái Đất có ảnh hưởng lớn tới thành phần và độ phổ biến của các chất khí có trong khí quyển Trái Đất.

### Vỏ
Lớp vỏ Trái Đất là lớp nằm ngoài cùng của Trái Đất, ở dạng rắn. Các thành phần đá của lớp vỏ Trái Đất gần như tất cả là các oxide. Các thành phần như clo, lưu huỳnh và fluor là các ngoại lệ quan trọng duy nhất đối với thành phần này và tổng khối lượng của chúng trong bất kỳ loại đá nào thông thường đều nhỏ hơn 1%. F. W. Clarke đã tính toán rằng gần 47% khối lượng lớp vỏ Trái Đất là oxy. Nguyên tố này có mặt trong các oxide, chủ yếu là của silic, nhôm, sắt, calci, magiê, kali và natri. Silic là thành phần quan trọng chính của lớp vỏ, có mặt trong các khoáng vật silicat, là khoáng vật phổ biến nhất trong các loại đá mácma và đá biến chất, khi vỡ vụn thì thành cát.
Lớp vỏ được chia thành hai kiểu theo phạm vi phân bố và đặc điểm hóa lý của nó là vỏ lục địa và vỏ đại dương. Vỏ đại dương dày 5 km đến 10 km, và được cấu tạo chủ yếu là basalt, diabase, và gabbro. Vỏ lục địa dày từ 30 km đến 50 km và được cấu tạo bởi các đá có tỷ trọng nhẹ hơn so với vỏ đại dương như granite.